# بول لامبرت
بول لامبرت (بالإنجليزية: Paul Lambert)‏ هو ممثل أمريكي، ولد في 1 أغسطس 1922 في الولايات المتحدة، وتوفي في 27 أبريل 1997 بسانتا مونيكا في الولايات المتحدة.

## أعمال

### أفلام
- (1960) سبارتاكوس[2][3]
- (1976) كل رجال الرئيس[4]

## وصلات خارجية
- بول لامبرت على موقع IMDb (الإنجليزية)
- بول لامبرت على موقع قاعدة بيانات برودواي على الإنترنت (الإنجليزية)
- بول لامبرت على موقع قاعدة بيانات الفيلم (الإنجليزية)